# Герб Якутска
Герб Якутска — является символом государственной власти города Якутска Республики Саха (Якутия).
Исторический герб города Якутска был создан на основе печати Якутского острога, известной с XVII века и Высочайше утверждён 26 октября (7 ноября) 1790 год императрицей Екатериной II вместе с другими гербами городов Иркутского наместничества. Официально использовался до ноября 1917 года. 14 сентября 2012 года Решением Якутской городской Думы был утверждён большой вариант герба, основанный на историческом 1790 года, в качестве официального символа города. В 2013 году герб внесён в Государственный геральдический регистр под регистрационным номером 7989.

## Описание и обоснование символики
Геральдическое описание (блазон) большого герба в Положении о гербе города Якутска гласит:
В серебряном поле — чёрный орёл, летящий влево, имеющий одно крыло опущенное, а другое воздетое, и поддерживающий лапами обращенно сидящего, с опущенным хвостом, червленого соболя.
Щит увенчан золотой башенной короной о пяти зубцах, дополненной двумя обручами того же металла: верхний — с самоцветами, нижний — с рельефным якутским орнаментом.
Щитодержатели — два серебряных с червлёными языками якутских коня, поддерживающих по сторонам от щита червлёные сэргэ, увенчанные чоронами того же цвета; всё — на подножии в виде зелёной травы, ниже которой видна лазоревая вода.
Девиз «Средоточие восьмикрайней земли» начертан чёрными литерами на серебряной ленте. Главные гербовые фигуры — орёл и соболь. Орёл в геральдике символизирует власть, господство, великодушие, прозорливость. Соболь указывает на природные богатства якутской земли.
О символике цвета у гербовых фигур герба Якутска:
чёрный в геральдике обозначает скромность, образованность, стойкость в испытаниях, в некоторых геральдических традициях — патриотизм;
червлень (красный) — храбрость, мужество, неустрашимость, силу, власть, любовь;
серебро — благородство, чистоту помыслов, мир, духовность;
золото обозначает богатство, силу, верность, справедливость, великодушие, постоянство;
зелёный — плодородие, изобилие, свободу;
голубой — величие, красоту, ясность, надежду;
Таким образом герб Якутска насыщен положительной символикой, одновременно являя собой образец высокой классической геральдики.
Герб может изображаться в самых разных стилях и «комплектации», сообразуясь с конкретными нуждами.
Герб в полном обрамлении предназначен для торжественной презентации города и при воспроизведении будет уместна на больших форматах: плакатах, баннерах и т. д. Для малых форматов — для бланочной продукции, визитных карточек, приглашений, открыток и т. д. понадобится другая, упрощённая стилизация герба. В подобных случаях, а также при размещении герба на печатях и муниципальной собственности целесообразно будет использовать герб без обрамления.
Следует помнить, что щитодержатели неразделимо связаны с сэргэ и подножием, которое включает в себя траву и воду. Поэтому недопустимо воспроизводить герб, например со щитодержателями, но без подножия, или только с сэргэ по бокам щита, или только герб, стоящий на подножии.
Поскольку вода в подножии показана не в виде фигур-волн, а обозначена лазурью и ограничивается девизной лентой, недопустимо использовать полную версию герба без девиза.

## История герба

### Печать Якутского острога
Прообразом герба Якутска стала печать Якутского острога, основанного в 1632 году. По «росписи 1635 года» печать имела следующее описание: 
На якутской бабр в роте несет соболя, высподе горы и трава и около вырезано: „Печать государева земли Сибирские Якуцкаго острогу
По росписи 1682 года описание печати сократилось: «На великой реке Лене в Якутском остроге печать государева — орел поймал соболя». А последующей росписи 1692 года описание печати: «На Великой реке Лене в Якутском остроге печать государева: орел поймал соболя, а около вырезано: „Печать государева новые Сибирские земли, что на великой реке Лене“ (роспись 1692 г.); те же изображения и надпись имеются на печати в росписи 1656 г., но без упоминания названия города или острога; печать Якутского острога 1682 года: „орел вцепился когтями в зверька…“. Красное поле, серебряный престол, на нём золотое Евангелие (…)».В архивах сохранилась грамота 1682 года с печатью Якутского острога, дававшее право «строителю, старцу Иосифу с братией на владение заимкой и мельницей, что на реке Амале…»

### Герб Якутского полка
В 1711 году в Якутске был сформирован Архангелогородского гарнизона Тобольский полк. С 1720 года полк вошёл в состав Сибирского гарнизона, с 1727 года стал называться — Якутский гарнизонный полк
. В июне 1728 года Верховный тайный совет издал указ о введении нового образца полковых знамён с государственным и городским гербами. В 1729 году под руководством обер-директора над фортификацией генерала Б. К. Миниха и при участии художника А. Баранова был составлен Знамённый гербовник. 3 марта 1730 года новые гербы для полковых знамён были утверждены. Герб для Знамени Якутского полка имел следующее описание: 
на престоле белом, Евангелие золотое; поле красное
. В знаменном гербовнике Щербатова 1775 года герб тот же.  Данный герб не привился, и при составлении первого официального герба Якутска в 1790 году вернулись к якутской печати.
Гербы 1730 года должны были размещаться не только на полковых знамёнах, но и на печатях, которыми губернаторы и воеводы опечатывали все бумаги, кроме партикулярных. Таким образом, герб Владимирского полка уже с этого периода стал приобретать статус городского герба.

### Первый герб
26 октября (7 ноября) 1790 года императрицей Екатериной II вместе с другими гербами городов Иркутского наместничества был Высочайше утверждён герб города Якутска.
Подлинное описание герба уездного города Якутска гласило:
Въ серебряномъ полҍ орелъ, держащій въ когтяхъ соболя. Сей гербъ старой

### Герб Кёне
В 1875 году, в период геральдической реформы Кёне, был разработан проект нового герба Якутска: «В серебряном щите чёрный орёл, держащий в когтях червлёного соболя». Герб венчала золотая башенная корона с тремя зубцами.  Данный вариант герба для города официально утверждён не был, но он стал официальным гербом Якутской области Российской империи, образованной в 1805 году. Герб был Высочайше утвержден Александром II 5 июля 1878 года и имел следующее описание: 
В серебряном щите чёрный орёл, держащий в когтях червленого соболя. Щит увенчан древней царской короной и окружен золотыми дубовыми листьями, соединенными Александровской лентой
.
Данный герб был размещён в Иркутске на фасаде памятника императору Александру III, постамент которого был с четырёх сторон украшен гербами столичных городов Сибири, в том числе и Якутска.

### Советский период
13 сентября 1967 года был утвержден новый «советский» герб Якутска, который имел следующее описание: 

Герб представляет собой четверочастный щит с квадратным щитком в центре. На щитке в серебряном поле синяя башня Якутского острога и ниже её красными цифрами дата основания города „1632“. В первой четверти в красном поле серебряная белка, во второй в синем поле кристалл алмаза, в третьей в синем поле белая снежинка и в четвёртой в красном поле серебряный теодолит.
Автором герба был Саввинов Дмитрий Иванович, Заслуженный архитектор РСФСР (г. Якутск)
В 1995 году данный герб был повторно переутверждён постановлением Городского Собрания депутатов города Якутска от 24 ноября 1995 года № ПГС 6-6. Описание герба и обоснование символики герба гласило: «За основу герба принята классическая форма геральдики — четырехугольный щит с заострением внизу. Щит завершается венчающей частью типа короны, где размещено название столицы — „Якутск“. Герб разделен на четыре равные части. В середине — изображение силуэта башни Якутского острога с датой основания города. В каждой части герба скомпонованы элементы основных отличительных характеристик Республики Саха (Якутия): белка символизирует уникальный животный мир, алмаз — несметные богатства недр земли, снежинка — суровый климат Северного края, теодолит — новые преобразования и открытия в республике.
Цветовая гамма принята следующая: название столицы и изображение башни с датой основания — золотистые на белом фоне; изображение белки и теодолита — белые на красно-бордовом фоне; изображение алмаза и снежинки — белые на светло-голубом фоне; разделительные и окантовочные линии золотистого цвета».
19 сентября 1996 года городским Собранием депутатов Якутска было утверждено Положение о гербе города. Герб 1967, 1995 годов предлагался для внесения в Государственный геральдический регистр Российской Федерации, но он не прошёл экспертизу, не был внесён и не получил государственной регистрации из-за многочисленных нарушений геральдических правил.

### Герб города в современной России
В 2006 году мэрия Якутска объявила конкурс на создание нового герба города. Конкурс результатов не дал. В 2009 году был проведен ещё один конкурс на создание герба, который завершился 18 июня 2009 года. В комиссию мэрии Якутска поступило более 50 работ. Победителем конкурса был признан авторский коллектив под руководством архитектора Ивана Андросова. 

Герб Новый герб по форме представляет собой щит, окаймленный как бы вырезанными из дерева символами природного ландшафта, которые венчает чорон (национальный кувшин). В центральной части герба — орёл, над которым помещены кристаллы, символизирующие главное богатство якутской земли — алмазы.
Герб  Официального утверждения проект не получил. В 2012 году художником Р.Ахмадулиным был разработан проект восстановления исторического герба Якутска. На первом рисунке герб увенчан башенной короной с лавровым венком, положенной столицам субъектов Российской Федерации. Во втором случае вместо венка изображался орнамент в виде стилизованных якутских алмазов, традиционно используемые в территориальной геральдике Республики Саха. Проект также не получил официального признания.
В середине августа 2012 года был принят на рассмотрение проект полного герба Якутска, выполненный членом гильдии геральдических художников России Максимом Олеговичем Черниковым. В основу нового герба лёг исторический герб города 1790 года. 14 сентября 2012 года в Якутске депутаты городской Думы 48 (очередной) сессии (решение РЯГД 48-1) единогласно утвердили новый, ныне действующий, полный герб Якутска.
Герб Якутска после прохождения экспертизы в Геральдическом совете при Президенте Российской Федерации в 2013 году был внесён в Государственный геральдический регистр Российской Федерации с присвоением регистрационного номера 7989. 25 апреля 2013 года мэру Якутска было вручёно свидетельство о регистрации герба Якутска в государственном геральдическом регистре Российской Федерации.

#### Критика нового герба города
Многие жители Якутска отнеслись к принятию обновленного герба резко негативно. Нападкам с позиций вкусовщины (то есть несостоятельной с геральдической и гербоведческой точек зрения) подверглась «отвратительная» по мнению горожан корона, прорисовка орла и соболя, а также «ненациональный» цвет щита. Горожане протестовали против нового герба, однако решения о его изменении так и не последовало.